# Julius Cramer
Julius Cramer (* 1. April 1830 in Minden; † 25. November 1906 in Wiesbaden) war ein deutscher Jurist und Präsident des Landgerichts Wiesbaden.

## Leben
Julius Cramer wurde als Sohn eines Regierungssekretärs geboren und absolvierte nach dem Abitur ein Studium der Rechtswissenschaften. Am 24. November 1853 bestand er die erste juristische Staatsprüfung und wurde nach dem Zweiten juristischen Staatsexamen im Jahre 1858 zum Gerichtsassessor ernannt. Nachdem er als Richter beim Kreisgericht Hechingen eingesetzt und später an das Kreisrichterkollegium versetzt worden war, erhielt er am 20. November 1874 die Ernennung zum Kreisgerichtsrat. Am 20. Juli 1876 zum Kammergerichtsrat befördert, wurde er mit der Neugliederung der Gerichtsorganisation durch die Reichsjustizgesetze zum 1. Oktober 1879 an das neu errichtete Oberlandesgericht Frankfurt versetzt, wo er Mitglied des 1. Zivilsenats und des Strafsenats war. Mit Jahresende 1888 wurde er Präsident des Landgerichts Limburg. 
Nachdem der Wiesbadener Landgerichtspräsident Emil Hopmann plötzlich verstorben war, trat Cramer am 16. September 1893 dessen Nachfolge an. Zum 31. Januar 1898 wurde er in den Ruhestand verabschiedet. 

## Auszeichnungen
- 1885 Roter Adlerorden III. Klasse
- 1893 Roter Adlerorden III. Klasse mit Schleife
- 1894 Geheimer Oberjustizrat